# Jazeera Airways
Jazeera Airways (tiếng Ả Rập: طيران الجزيرة), (mã IATA = J9, mã ICAO = JZR) là hãng hàng không giá rẻ của Kuwait, trụ sở ở Thành phố Kuwait. Hãng có các tuyến đường thường xuyên chở khách tới vùng Trung Đông, châu Âu và Ấn Độ. Căn cứ chính của hãng ở Sân bay quốc tế Kuwait, và căn cứ phụ ở Sân bay quốc tế Dubai.

## Lịch sử
Jazeera Airways được thành lập năm 2004 bởi Nghị định #89 của hoàng thân thủ hiến Kuwait và là hãng hàng không tư giá rẻ đầu tiên của Kuwait. Hãng bắt đầu hoạt động từ ngày 30.10.2005 với 1 đội máy bay Airbus A320 mới toanh. Hãng do Boodai Group sở hữu 30%, công chúng mua cổ phần 70%.
Jazeera Airways đã tăng vốn 10 triệu KD (35 triệu USD) thông qua đợt chào bán lần đầu ra công chúng ở Kuwait, vốn đã được đăng ký quá mức 12 lần. Vốn đã tăng gấp đôi lên 20 triệu KD (70 triệu USD) vào quý 4 năm 2007 bằng đợt chào bán thứ hai cho cổ đông hiện hữu. Vào tháng 5 năm 2009, việc phân phối 10% cổ phần đã tăng vốn lên 22 triệu KD (77 triệu USD).
Khoảng 26% cổ phần của hãng thuộc sở hữu của hai công ty liên kết với Boodai Group: Wings Finance (9%) và Boodai Projects (17%). 6-7% cũng được nắm giữ bởi Jasem M. al-Mousa Trading, một công ty thuộc sở hữu của một cựu Bộ trưởng Bộ Công chính trong chính phủ Kuwait đầu tiên được thành lập sau khi kết thúc cuộc xâm lược Kuwait của Iraq. Khoảng 17,5% được nắm giữ bởi hai công ty bất động sản, và phần còn lại là công khai.
Trong quý 2 năm 2009, các nhà chức trách UAE đã yêu cầu hãng hàng không chấm dứt hoạt động trung tâm tại Dubai. Bước đi này được coi là hỗ trợ cho việc Dubai sắp ra mắt hãng hàng không giá rẻ Flydubai của riêng mình. Jazeera đã thay đổi mô hình hoạt động của mình bằng cách tập trung vào trung tâm Kuwait và cố gắng khai trương trung tâm thứ hai ở một nơi khác. Đến quý 2 năm 2010, mô hình mới tỏ ra không có lãi do trung tâm Kuwait bị quá tải. Hãng đã thay đổi kế hoạch của mình bằng cách hủy bỏ nhiều nhà ga và đậu một số máy bay sau đó đã được trả lại cho bên cho thuê.
Năm 2018, Jazeera Airways đã mở nhà ga chuyên dụng của riêng mình tại Sân bay quốc tế Kuwait. Cơ sở này được cho là thuộc sở hữu, xây dựng và vận hành đầu tiên của một hãng hàng không tư nhân ở Trung Đông. Nó có sảnh làm thủ tục dành riêng cho hành khách của Jazeera Airways, phòng chờ Hạng Thương gia, lối đi thẳng tới cổng lên máy bay và bãi đỗ xe với 350 chỗ được nối với nhau bằng cầu trên cao.

## Các nơi đến
(Tháng 3/2008):
- Ai Cập
  - Alexandria
  - Assiut
  - Luxor
  - Sharm El Sheikh
- Ấn Độ
  - Kochi
  - Mumbai
  - New Delhi
- Maldives
  - Malé
- Bahrain
  - Manama
- Iran
  - Mashhad
  - Shiraz
  - Tehran
- Jordan
  - Amman
- Kuwait
  - Thành phố Kuwait
- Liban
  - Beirut
- Oman
  - Muscat
  - Salalah
- Ả Rập Xê Út
  - Jeddah
  - Riyadh
- Syria
  - Aleppo
  - Damascus
- Các Tiểu vương quốc Ả rập Thống nhất
  - Dubai
- Yemen
  - Sana'a
- Cộng hòa Síp
  - Larnaca
- Thổ Nhĩ Kỳ
  - Istanbul

## Đội máy bay

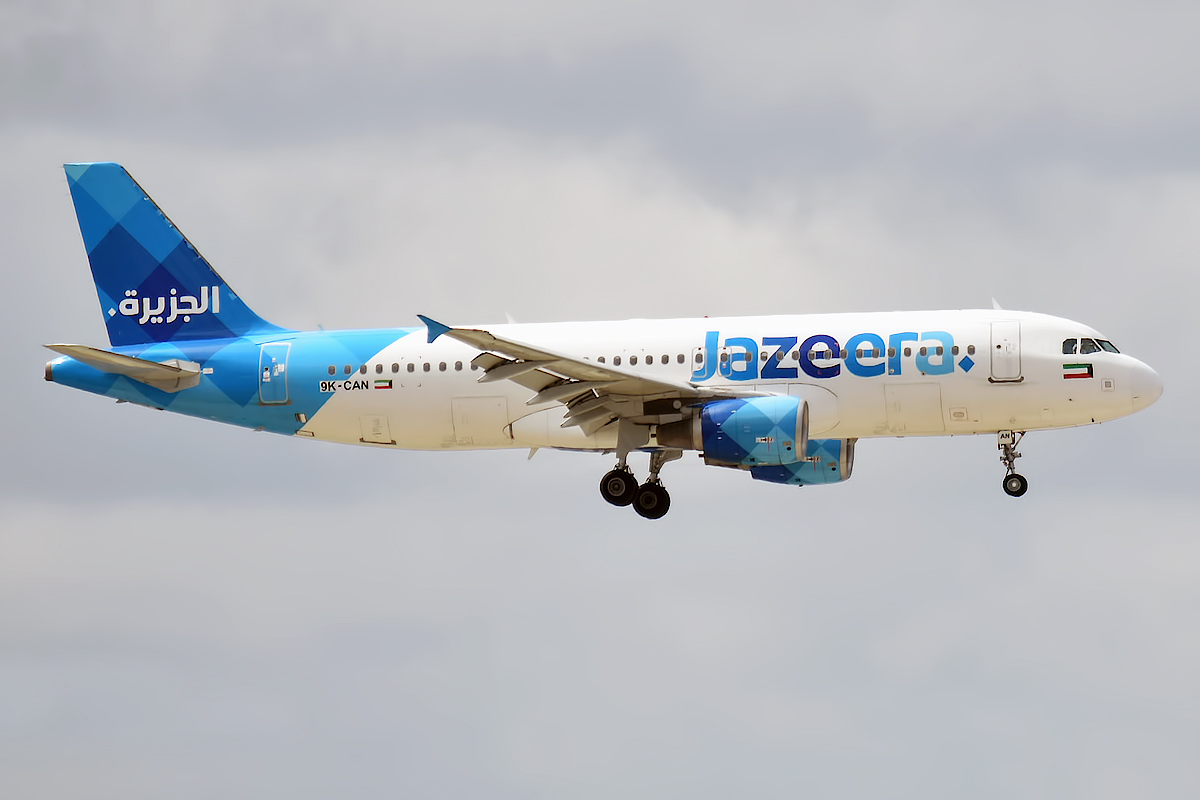
Airbus A320-200

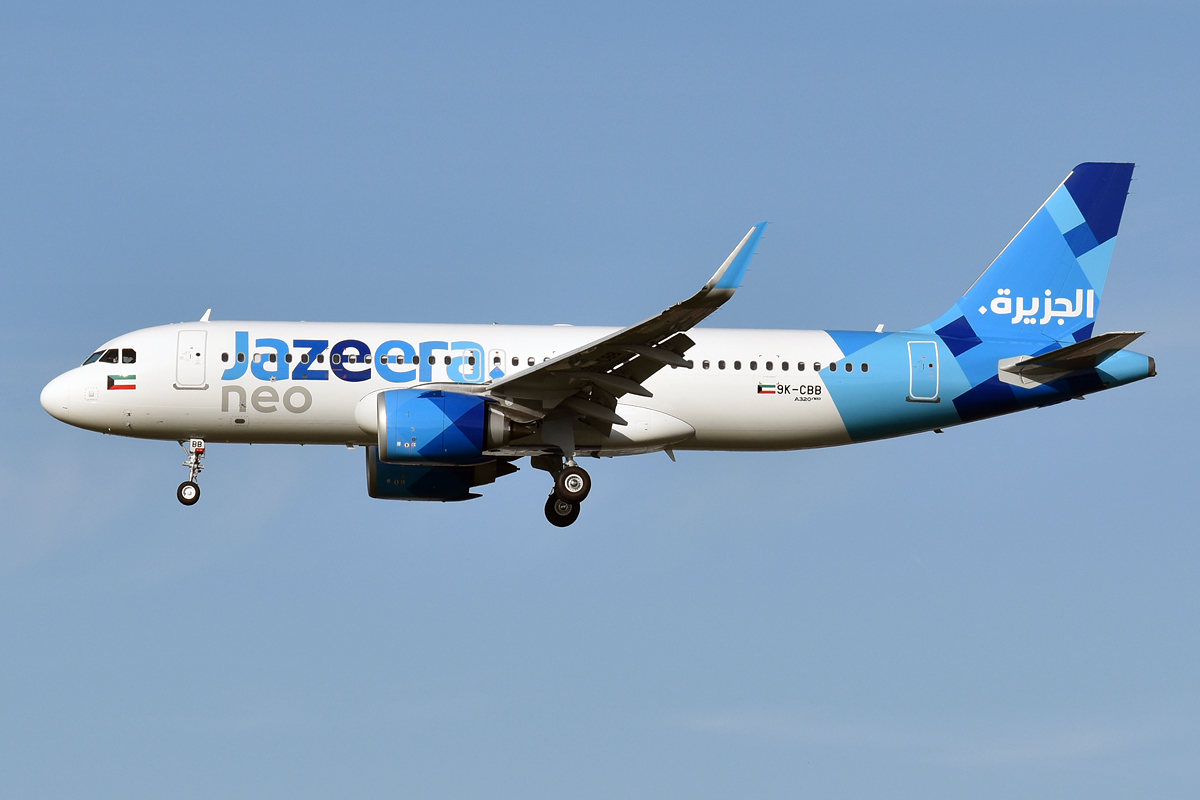
Airbus A320neo

Tính đến tháng 9/2021:
| Máy bay         | Đang hoạt động | Đặt hàng | Hành khách | Hành khách | Hành khách | Ghi chú               |  |
| Máy bay         | Đang hoạt động | Đặt hàng | C          | Y          | Tổng       | Ghi chú               |  |
| --------------- | -------------- | -------- | ---------- | ---------- | ---------- | --------------------- |  |
| Airbus A320-200 | 7              |          | 12         | 147        | 159        |                       |  |
| Airbus A320-200 | 7              | —        | 165        | 165        |            |                       |  |
| Airbus A320neo  | 6              | 3        | 12         | 150        | 162        | Giao hàng từ năm 2018 |  |
| Tổng cộng       | 13             | 3        |            |            |            |                       |  |

## Khoang hành khách
Hãng cung cấp chỗ ngồi hạng thương gia và hạng phổ thông. Ghế hạng phổ thông có ghế bọc da và màn hình TV dùng chung. Hạng thương gia có ghế bọc da và màn hình TV cá nhân và xếp hai ghế cho mỗi hàng.
Jazeera Airways là một trong số ít các hãng không phục vụ đồ uống có cồn trên các chuyến bay.